# Chitlang
Chitlang (en népalais : चित्लाङ) est un comité de développement villageois du Népal situé dans le district de Makwanpur. Au recensement de 2011, il comptait 5 029 habitants.